# Síntese fm
Em síntese de áudio, modulação em freqüência (ou síntese FM) é uma forma de síntese onde o timbre de uma onda simples é alterado modulando sua frequência com uma freqüência de modulação que esteja na faixa audível, resultando em uma forma de onda mais complexa e uma sonoridade diferente. A freqüência de um oscilador é alterada ou distorcida “de acordo com a amplitude de um sinal modulado.” (Dodge e Jerse 1997, p. 115)
Para sintetizar sons harmônicos, o sinal de modulação deve ter uma relação harmônica com o sinal de portador original. Conforme se aumenta a modulação em freqüência, o som torna-se mais complexo. Através do uso de moduladores com freqüências que são múltiplos não-inteiros do sinal de portadora (ou seja, freqüências não harmônicas), sons dissonantes e percussivos podem ser facilmente criados.

## História
A técnica, que foi descoberta por John Chowning (citado em Dodge e Jerse, p. 115) na Universidade de Stanford, em 1967-68, foi patenteada em 1975 e posteriormente licenciada pela Yamaha. A implementação comercializada pela empresa é baseada em modulação de fase.
A síntese FM é muito boa para criar sons harmônicos e inarmônicos. A utilização de osciladores analógicos complexos geralmente não é viável devido à sua instabilidade de pitch, entretanto a síntese FM é de fácil implementação digital. Assim, a síntese FM serviu de base para algumas das primeiras gerações de sintetizadores digitais da Yamaha, sendo um bom representante o Yamaha DX7 (sintetizador onipresente em toda a década de 1980). A Yamaha havia patenteado a sua implementação em hardware de FM, o que resultou praticamente no monopólio do mercado com o uso dessa tecnologia. A Casio desenvolveu uma forma relacionada com a síntese FM chamada síntese de distorção de fase e utilizou-a em sua série de sintetizadores CZ. Don Buchla implementou FM em seus instrumentos em meados da década de 1960, antes da patente da Yamaha. Seus módulos osciladores duais 158, 258 e 259 apresentavam uma tensão específica de controle da FM na entrada e o modelo 208 apresentava um oscilador de modulação “hard-wired” para permitir tanto FM como AM no oscilador primário. Estas primeiras aplicações utilizavam osciladores analógicos. Com o fim da patente FM da Stanford University em 1995, a síntese tornou-se parte do repertório de síntese da maioria dos sintetizadores modernos, em conjunto com as sínteses aditiva e subtrativa e com técnicas de amostragem.